# Horst Geffers
Horst Geffers (* 15. Februar 1925 in Braunschweig; † 16. Dezember 2015 in Bergisch Gladbach) war ein deutscher Marineoffizier, zuletzt Konteradmiral der Bundesmarine.

## Leben
Geffers, Sohn eines Friseurmeisters, trat nach dem Besuch des Wilhelm-Gymnasiums in Braunschweig 1942 als Mitglied der Crew C VI/42 in die Kriegsmarine ein und fand nach einer Bordausbildung auf dem Schlachtschiff Scharnhorst während des Zweiten Weltkrieges Verwendung an Bord von Minensuch- sowie U-Booten. Zuletzt war er seit November 1944 als Leutnant zur See Wachoffizier an Bord des am 17. März 1945 in Dienst gestellten und am 9. Mai 1945 in der Ostsee vier Seemeilen südöstlich vom Leuchtturm Schleimünde bei der „Aktion Regenbogen“ selbst versenkten U-Bootes U-2367.
Nach Kriegsende begann Geffers nach einem Vorpraktikum im Wintersemester 1946/47 ein Geodäsiestudium an der Technischen Hochschule Braunschweig, das er später an der Rheinischen Friedrich-Wilhelms-Universität Bonn fortsetzte. Während dieser Zeit trat er 1950 der Landsmannschaft Teutonia zu Bonn bei und schloss im Juli 1950 sein Studium als Diplom-Ingenieur ab. Am 1. Mai 1951 begann er seinen Vorbereitungsdienst als Regierungsvermessungsreferendar im Regierungspräsidium Köln. Am 30. Mai 1952 erfolgte an der Rheinischen Friedrich-Wilhelms-Universität Bonn seine Promotion zum Doktoringenieur mit einer Dissertation mit dem Titel Untersuchungen über beobachtete Abweichungen von der ungestörten Bahnbewegung im System des Doppelsternes 70 Ophiuchi.
Nach der Gründung der Bundesmarine wurde Geffers als Offizier übernommen und fungierte nach verschiedenen Verwendungen wie zum Beispiel 1958 als Kapitänleutnant als Kommandant des zur gleichnamigen Klasse gehörenden Schnellbootes S 1 Jaguar zwischen Oktober 1961 und März 1962 als S 3-Offizier (Planung, Befehlsgebung und Führung laufender Operationen) im Stab des 2. Schnellbootgeschwaders. Danach wurde er als Korvettenkapitän im April 1962 als Nachfolger von Korvettenkapitän Reinhard Goette Kommandeur des 1. Schnellbootgeschwaders. Diesen Posten bekleidete er bis September 1963 und wurde daraufhin durch Korvettenkapitän Reinhard Bucher abgelöst. Anschließend war er zwischen 1963 und 1965 Absolvent der Führungsakademie der Bundeswehr in Hamburg. Nach weiteren Verwendungen wurde er als Kapitän zur See am 1. Oktober 1968 Nachfolger von Fregattenkapitän Carl Hoffmann als Kommandeur des Kommando Marineführungssysteme und übte diese Funktion bis zum 27. Juli 1971 aus, woraufhin Kapitän zur See Günter Fromm die Nachfolge antrat. Er war von 1971 bis 1972 Absolvent des Naval Command College des Naval War College (NWC) der US Navy in Newport (Rhode Island).
Zuletzt wurde Geffers als Konteradmiral am 1. Oktober 1977 Nachfolger von Konteradmiral Otto Ites als Amtschef des Marineamtes und verblieb in dieser Funktion bis zu seinem Eintritt in den Ruhestand am 31. März 1985, woraufhin Konteradmiral Dieter Franz Braun sein Nachfolger wurde. 1978 wurde ihm das Verdienstkreuz 1. Klasse verliehen. 1984 wurde ihm auch das Große Verdienstkreuz des Verdienstordens verliehen.
Am 13. Juli 1989 gehörte Geffers zu den Gründungsmitgliedern der Studiengesellschaft der Deutschen Gesellschaft für Wehrtechnik (DWT). Er engagierte sich ferner als Mitglied der Marine-Offizier-Vereinigung sowie in der Kameradschaft Ehemalige / Reservisten / Hinterblieben.
Geffers starb 2015 im Alter von 90 Jahren. Er war mit Ingeborg Nord (1925–2020) verheiratet, deren Vater Ferdinand Ernst Nord Hauptgeschäftsführer des Stifterverbandes für die Deutsche Wissenschaft war. Die Grabstätte der Eheleute befindet sich auf dem Kölner Melaten-Friedhof.

## Veröffentlichung
- Untersuchungen über beobachtete Abweichungen von der ungestörten Bahnbewegung im System des Doppelsternes 70 Ophiuchi, Dissertation Universität Bonn, 1952.